# Ernest Oppenheimer
Pour les articles homonymes, voir Oppenheimer.
Pour un article plus général, voir Famille Oppenheimer (Afrique du Sud).
Ernest Oppenheimer (22 mai 1880 – 25 novembre 1957) est un entrepreneur et philanthrope sud-africain, fondateur du groupe minier Anglo American Corporation. Il a aussi contrôlé le conglomérat diamantaire De Beers.

## Biographie
Originaire du Grand-duché de Hesse, il est le fils d'Edward Oppenheimer, marchand de cigares juif allemand. Âgé de 17 ans, il entre comme employé chez un courtier spécialisé dans le diamant et basé à Londres, Dunkelsbuhler & Company. En 1902, cette société le nomme en Afrique du Sud, représentant, dans la ville de Kimberley, dont il devient le maire en 1912. Il participe à l'effort de guerre aux côtés des armées de l'Empire britannique durant la Première Guerre mondiale en mobilisant des troupes,. 
En 1917, il s'associe à William Lincoln Honnold, un ingénieur américain propriétaire de nombreuses mines sud-africaines, et ensemble fondent l'Anglo American Corporation (AAC) avec l'aide de la banque JP Morgan. Jusqu'en 1953, Ernest Oppenheimer en est le président. Il prend également une participation majoritaire dans la De Beers, et en devient le président en 1929. Sa succession est transmise à son fils, Harry Oppenheimer.
La famille Oppenheimer constitue la première fortune d'Afrique du Sud, avec un montant total de 4,6 milliards de dollars, selon Forbes.